# Corte d'appello di Perugia

Territorio del distretto di corte d'appello di Perugia

Il distretto della Corte d'appello di Perugia è formato dai circondari dei Tribunali ordinari di Perugia, Spoleto e Terni.
Costituisce l'unica Corte d'appello nel territorio della regione Umbria.

## Competenza territoriale civile e penale degli uffici del distretto

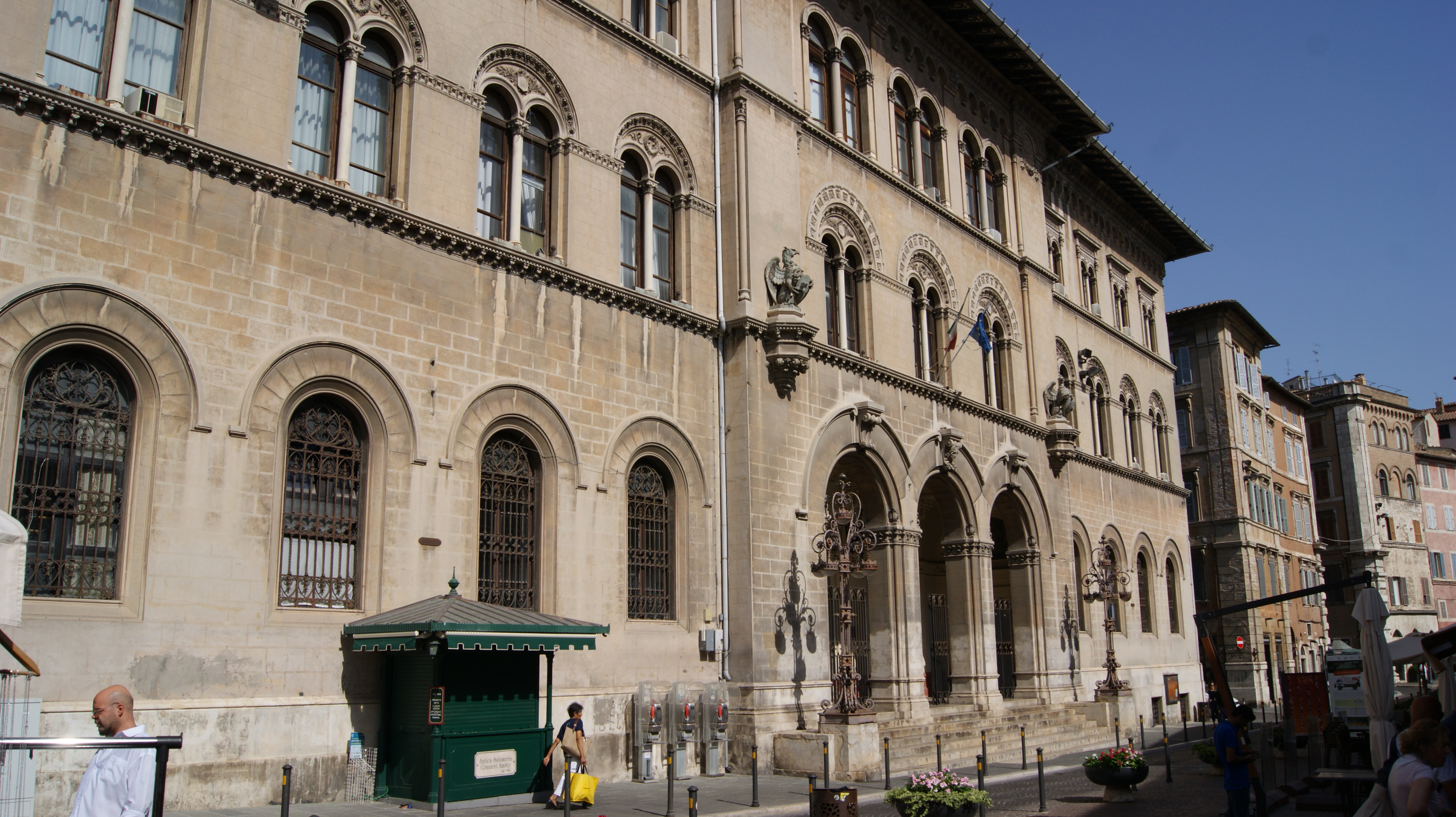
Palazzo di giustizia di Perugia

## Tribunale di Perugia

### Giudice di pace di Castiglione del Lago
Castiglione del Lago, Lisciano Niccone, Panicale, Passignano sul Trasimeno, Tuoro sul Trasimeno

### Giudice di pace di Città della Pieve, Paciano e Piegaro
Città della Pieve, Paciano, Piegaro

### Giudice di pace di Città di Castello
Citerna, Città di Castello, Monte Santa Maria Tiberina, Montone, San Giustino, Umbertide

### Giudice di pace di Gubbio
Costacciaro, Fossato di Vico, Gualdo Tadino, Gubbio, Pietralunga, Scheggia e Pascelupo, Sigillo

### Giudice di pace di Perugia
Assisi, Bastia Umbra, Bettona, Corciano, Magione, Perugia, Torgiano, Valfabbrica

## Tribunale di Spoleto

### Giudice di pace di Foligno
Bevagna, Cannara, Foligno, Sellano, Spello, Valtopina

### Giudice di pace di Norcia
Cascia, Monteleone di Spoleto, Norcia, Poggiodomo, Preci

### Giudice di pace di Spoleto
Campello sul Clitunno, Castel Ritaldi, Cerreto di Spoleto, Deruta, Giano dell'Umbria, Gualdo Cattaneo, Montefalco, Nocera Umbra, Sant'Anatolia di Narco, Scheggino, Spoleto, Trevi, Vallo di Nera

### Giudice di pace di Todi
Collazzone, Fratta Todina, Marsciano, Massa Martana, Monte Castello di Vibio, Todi

## Tribunale di Terni

### Giudice di pace di Orvieto
Allerona, Baschi, Castel Giorgio, Castel Viscardo, Fabro, Ficulle, Montecchio, Montegabbione, Monteleone d'Orvieto, Orvieto, Parrano, Porano, San Venanzo

### Giudice di pace di Terni
Acquasparta, Alviano, Amelia, Arrone, Attigliano, Avigliano Umbro, Calvi dell'Umbria, Ferentillo, Giove, Guardea, Lugnano in Teverina, Montecastrilli, Montefranco, Narni, Otricoli, Penna in Teverina, Polino, San Gemini, Stroncone, Terni

## Altri organi giurisdizionali competenti per i comuni del distretto

### Sezioni specializzate
- Corti d’assise di Perugia e Terni
- Corte d'assise d'appello di Perugia
- Sezioni specializzate in materia di impresa presso il Tribunale e la Corte d'appello di Perugia
- Tribunale regionale delle acque pubbliche di Roma
- Sezione specializzata in materia di immigrazione, protezione internazionale e libera circolazione dei cittadini dell'Unione europea presso il Tribunale di Perugia

### Giustizia minorile
- Tribunale per i minorenni di Perugia
- Corte d'appello di Perugia, sezione per i minorenni

### Sorveglianza
- Ufficio di sorveglianza: Perugia e Spoleto
- Tribunale di sorveglianza: Perugia

### Giustizia tributaria
- Commissione tributaria provinciale (CTP): Perugia e Terni
- Commissione tributaria regionale (CTR) Umbria (Perugia)

### Giustizia militare
- Tribunale militare di Roma
- Corte d’appello militare di Roma

### Giustizia contabile
- Corte dei Conti: Sezione Giurisdizionale, Sezione regionale di controllo, Procura regionale presso la sezione giurisdizionale (Perugia)[2]

### Giustizia amministrativa
- Tribunale Amministrativo Regionale per l'Umbria (Perugia)[3]

### Usi civici
- Commissariato per la liquidazione degli usi civici di Lazio, Toscana e Umbria, con sede a Roma